# Atletica leggera ai Giochi della XVIII Olimpiade - Maratona

Video della gara (film ufficiale dei Giochi)

La competizione della maratona di atletica leggera ai Giochi della XVIII Olimpiade si è disputata il giorno 21 ottobre 1964 con partenza e arrivo allo Stadio Nazionale di Tokyo.

## La gara
Il campione in carica Bikila Abebe si conferma alla grande il dominatore della specialità, diventando il primo atleta a vincere due ori olimpici nella Maratona. Dopo di lui entra nello stadio il giapponese Tsuburaya: il pubblico di Tokyo lo incita, ma il nipponico, non ce la fa più, è stremato. Il britannico Heatley, che lo segue di poco, approfitta della stanchezza del rivale, lo supera e va a conquistare l'argento.

## Ordine d'arrivo
| Pos.    | Atleta                   | Età | Nazione                 | Tempo     |
| ------- | ------------------------ | --- | ----------------------- | --------- |
| Oro     | Bikila Abebe             | 32  | Etiopia                 | 2h12'11"2 |
| Argento | Basil Heatley            | 31  | Gran Bretagna           | 2h16'19"2 |
| Bronzo  | Kōkichi Tsuburaya        | 24  | Giappone                | 2h16'22"8 |
| 4       | Brian Kilby              | 26  | Gran Bretagna           | 2h17'02"4 |
| 5       | József Sütő              | 27  | Ungheria                | 2h17'55"8 |
| 6       | Leonard Edelen           | 27  | Stati Uniti             | 2h18'12"4 |
| 7       | Aurèle van den Driessche | 32  | Belgio                  | 2h18'42"6 |
| 8       | Kenji Kimihara           | 23  | Giappone                | 2h19'49"0 |
| 9       | Ron Clarke               | 27  | Australia               | 2h20'26"8 |
| 10      | Demissie Wolde           | 27  | Etiopia                 | 2h21'25"2 |
| 11      | Lee Sang-Hun             | 26  | Corea del Sud           | 2h22'02"8 |
| 12      | Bakir Ben Aissa          | 33  | Marocco                 | 2h22'27"0 |
| 13      | Eino Oksanen             | 33  | Finlandia               | 2h22'36"0 |
| 14      | Bill Mills               | 26  | Stati Uniti             | 2h22'55"4 |
| 15      | Toru Terasawa            | 29  | Giappone                | 2h23'09"0 |
| 16      | Kim Yeon-Beom            | 30  | Corea del Sud           | 2h24'40"6 |
| 17      | Giorgio Jegher           | 27  | Italia                  | 2h24'45"2 |
| 18      | Václav Chudomel          | 32  | Cecoslovacchia          | 2h24'46"8 |
| 19      | Ron Hill                 | 26  | Gran Bretagna           | 2h25'34"4 |
| 20      | Paavo Pystynen           | 32  | Finlandia               | 2h26'00"6 |
| 21      | Fidel Negrete            | 32  | Messico                 | 2h26'07"0 |
| 22      | Nikolay Tikhomirov       | 34  | Unione Sovietica        | 2h26'07"4 |
| 23      | Peter McArdle            | 35  | Stati Uniti             | 2h26'24"4 |
| 24      | Heinrich Hagen           | 29  | Germania                | 2h26'39"8 |
| 25      | Pavel Kantorek           | 34  | Cecoslovacchia          | 2h26'47"2 |
| 26      | Nikolaj Abramov          | 31  | Unione Sovietica        | 2h27'09"4 |
| 27      | Raymond Puckett          | 29  | Nuova Zelanda           | 2h27'34"0 |
| 28      | Eino Valle               | 32  | Finlandia               | 2h27'34"8 |
| 29      | Jeffrey Lynn Julian      | 29  | Nuova Zelanda           | 2h27'57"6 |
| 30      | Ricardo Vidal            | 34  | Cile                    | 2h28'01"6 |
| 31      | Bob Vagg                 | 24  | Australia               | 2h28'41"0 |
| 32      | Guido Vögele             | 27  | Svizzera                | 2h29'17"8 |
| 33      | Balkrishan Akotkar       | 27  | India                   | 2h29'27"4 |
| 34      | Jean Aniset              | 30  | Lussemburgo             | 2h29'52"6 |
| 35      | Thin Sumbwegam           | 34  | Birmania                | 2h30'35"8 |
| 36      | Constantin Grecescu      | 35  | Romania                 | 2h30'42"6 |
| 37      | János Pintér             | 28  | Ungheria                | 2h30'50"2 |
| 38      | Gerhard Hönicke          | 34  | Germania                | 2h33'23"0 |
| 39      | Manfred Naumann          | 31  | Germania                | 2h33'42"0 |
| 40      | Antonio Ambu             | 28  | Italia                  | 2h34'37"6 |
| 41      | Oskar Leupi              | 32  | Svizzera                | 2h35'05"4 |
| 42      | Ivan Keats               | 27  | Nuova Zelanda           | 2h36'16"8 |
| 43      | Harbans Lal              | 26  | India                   | 2h37'05"8 |
| 44      | Armando Aldegalega       | 27  | Portogallo              | 2h38'02"2 |
| 45      | Chrisantus Nyakwayo      | 20  | Kenya                   | 2h38'38"6 |
| 46      | Constantino Kapambwe     | 24  | Rhodesia Settentrionale | 2h39'28"4 |
| 47      | Omari Abdallah           | 21  | Tanganica               | 2h40'06"0 |
| 48      | Muhammad Youssef         | 26  | Pakistan                | 2h40'46"0 |
| 49      | Naftali Temu             | 19  | Kenya                   | 2h40'46"6 |
| 50      | Ju Hyeong-Gyeol          | 25  | Corea del Sud           | 2h41'08"2 |
| 51      | Mathias Kanda            | 22  | Rhodesia                | 2h41'09"0 |
| 52      | Tony Cook                | 28  | Australia               | 2h42'03"6 |
| 53      | Víctor Peralta           | 22  | Messico                 | 2h44'23"6 |
| 54      | Trev Haynes              | 35  | Rhodesia Settentrionale | 2h45'08"6 |
| 55      | Abraham Fornés           | 25  | Porto Rico              | 2h46'22"6 |
| 56      | Robson Mrombe            | 23  | Rhodesia                | 2h49'30"8 |
| 57      | Laurent Chifita          | 21  | Rhodesia Settentrionale | 2h51'53"2 |
| 58      | Chanom Sirirangsri       | 29  | Thailandia              | 2h59'25"6 |
| -       | Viktor Baykov            | 29  | Unione Sovietica        | Ritirato  |
| -       | Bhupendra Silwal         | 29  | Nepal                   | Rit.      |
| -       | Hedhili Ben Boubaker     | 26  | Tunisia                 | Rit.      |
| -       | Ganga Bahadur Thapa      | 29  | Nepal                   | Rit.      |
| -       | Mohamed Hadheb Hannachi  | 26  | Tunisia                 | Rit.      |
| -       | Jim Hogan                | 31  | Irlanda                 | Rit.      |
| -       | Nguyễn Văn Lý            | 22  | Vietnam                 | Rit.      |
| -       | Andrew Soi               | 26  | Kenya                   | Rit.      |
| -       | Osvaldo Suárez           | 30  | Argentina               | Rit.      |
| -       | Mamo Wolde               | 32  | Etiopia                 | Rit.      |